# Zborul 655 al Iran Air
Un avion de tip Airbus A300 aparținând companiei naționale Iran Air, care asigura legătura între Bandar-Abbas (Iran) și Dubai (Emiratele Arabe Unite), a fost doborât imediat după decolare de două rachete trase de la bordul fregatei americane USS Vincennes, aceasta patrulând în strâmtoarea Ormuz. În total au fost ucise 290 de persoane. Echipajul de la bordul USS Vincennes a afirmat că a confundat Airbusul cu un avion iranian de vânătoare care avea intenții ostile. Teheranul a obținut din partea Statelor Unite o despăgubire în valoare de 101,8 milioane de dolari.